# Présentation du sommet

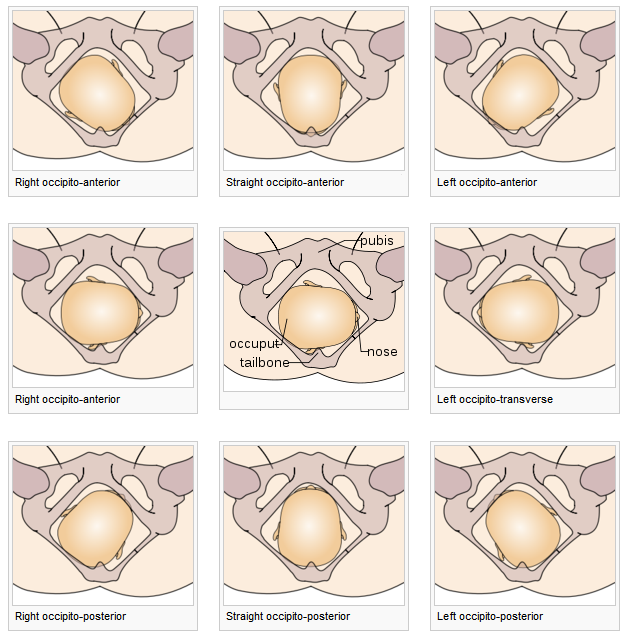
Schéma des différents types de présentation fœtal lors d'un accouchement

La présentation du sommet est à la fois la plus fréquente (plus de 95 %) et la plus favorable à un accouchement normal.
L'enfant se présente à l'entrée du bassin maternel par sa tête, très fléchie (menton contre la poitrine). Hors les cas de bassin maternel trop petit ou d'enfant trop gros (macrosomie fœtale), l'accouchement naturel par voie basse est toujours possible aux moindres efforts maternels et aux moindres risques pour l'enfant.
Toutefois, il peut toujours survenir en cours de travail une complication entrainant une souffrance fœtale aiguë nécessitant alors une césarienne de « sauvetage fœtal », bien que les conditions mécaniques à un accouchement normal soient toutes réunies.